# Cria d'animals

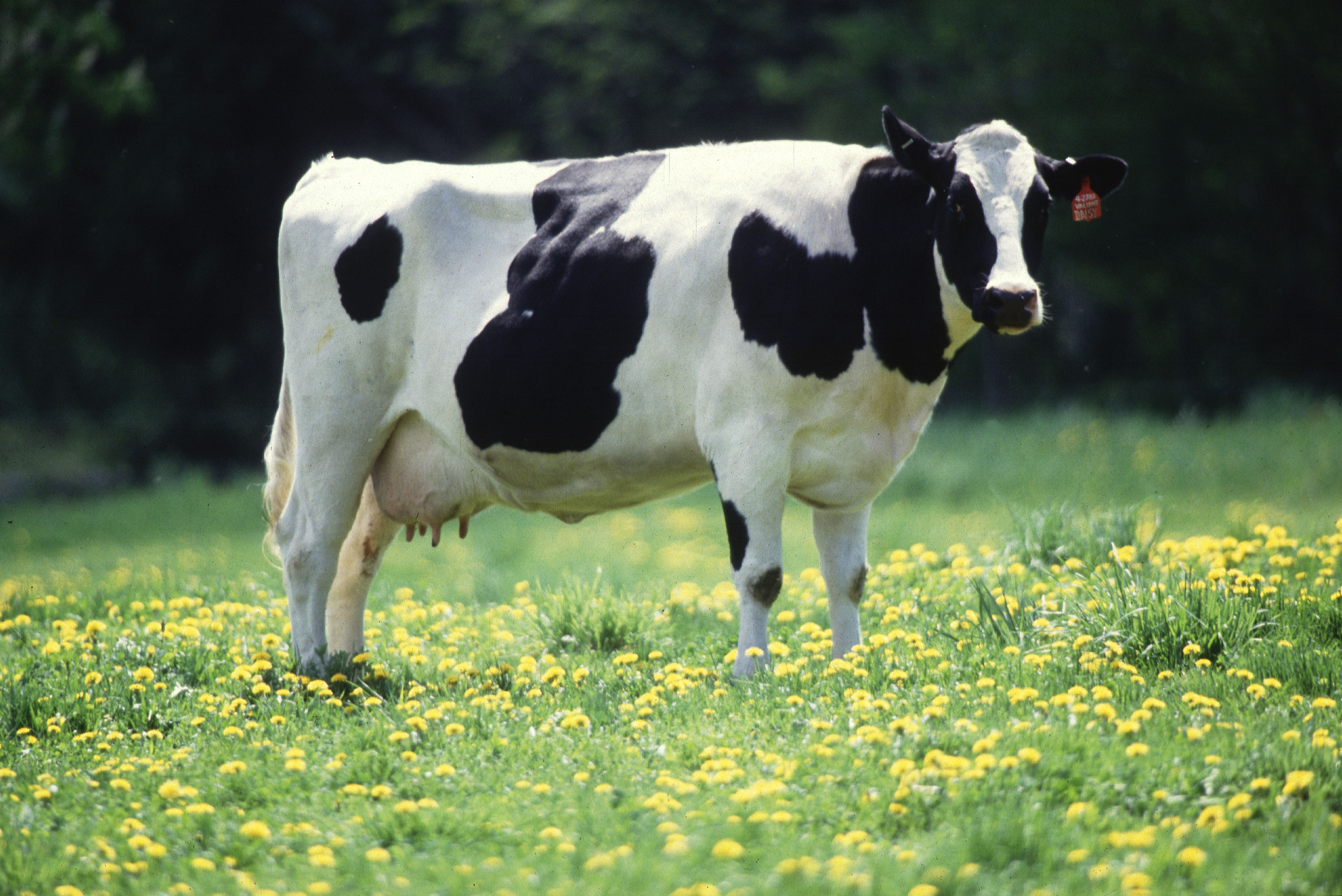
Una part important del cost de la llet prové del preu de les pastures per les vaques, per això surt més barata si s'aconsegueix amb poques vaques però que donin molta llet. Als Estats Units, per exemple, de 1970 a 1995 la producció lletera va augmentar però el nombre de vaques lleteres es va reduir notablement.

La cria d'animals és una branca de la ciència animal que es dedica a l'avaluació, principalment per mitjà de la millor predicció lineal no esbiaixada, del valor genètic anomenat valor estimat de cria, EBV, del bestiar domèstic.
La selecció d'animals per la cria amb un EBV superior en ritme de creixement, la producció d'ous, carn, llet o llana, o amb altres trets desitjables, ha revolucionat la producció agrícola de bestiar arreu del món.
La teoria científica de la cria d'animals incorpora la genètica de poblacions, la genètica quantitativa i l'estadística, i es basa en el treball pioner de Sewall Wright, Jay Lush, i Charles Henderson.

## Estoc de cria
L'estoc de cria és un grup d'animals utilitzats per al propòsit de la cria planificada. Es busquen amb unes determinades característiques, com que siguin animals de pura raça animals, o que es puguin creuar amb altres espècies per a tenir certes capacitats superiors. Per exemple el porc de cria "ha d'estar en bon estat, créixer ràpid, ser musculós, prim i tenir eficiència reproductiva". La selecció subjectiva de reproductors en cavalls generat races de cavalls amb diversos comportaments.

## Cria de pura raça
L'aparellament d'animals de la mateixa raça s'anomena cria de pura raça. Enfront de la pràctica dels animals d'aparellament de diferents races, la cria de raça pura té com a objectiu establir i mantenir els trets estables, que els animals passaran a la següent generació. És "la cria dels millors per als millors", que empra un cert grau d'endogàmia i la selecció de qualitats "superiors" en una determinada línia de sang. Alguns d'aquests animals es poden registrar com animals de pura raça per a garantir que s'ha mantingut un determinat quadre genealògic.